# Jusqu'à la quatrième génération (nouvelle)
Jusqu'à la quatrième génération (titre original : Unto the Fourth Generation) est une nouvelle fantastique d'Isaac Asimov, parue pour la première fois en avril 1959. On la trouve en français dans le recueil Jusqu'à la quatrième génération.

## Résumé
Samuel Marten, venu à New York pour affaires, se retrouve incapable de penser à autre chose qu'un nom juif qui se répète dans la ville : Lefkowitz (prononcé Loou-Koou-itz), et ses variantes - Levkowitz, Lefkovitch, etc. Dans une sorte de transe, il suit la piste de ces noms à travers les rues jusqu'à Central Park, où l'attend un vieillard juif pareil à un fantôme.
Le vieil homme est son arrière-grand-père, venu de Russie pour voir enfin son descendant américain, et qui a prié Dieu pour qu'Il lui laisse le temps de le trouver. Marten découvre enfin son nom : Levkovich, qu'il a choisi à cause d'un oukaze du Tsar.
Marten retrouve ainsi ses racines et reçoit la bénédiction de son aïeul avant qu'il ne parte. Peu après, toute l'histoire s'efface et Marten se retrouve à l'instant où il avait pour la première fois vu le nom Lefkowitz. Il n'y prête pas attention et se hâte à son rendez-vous avec une étrange sensation de paix, dont il ignore la cause.

## Autour de l'œuvre
Dans sa préface, Asimov fait de cette nouvelle un hommage à l'ex-rédacteur en chef du Magazine of Fantasy & Science Fiction, du nom de Boucher. Boucher était un catholique fervent, et Asimov a fait appel aux souvenirs de ses propres origines juives et russes. C'est donc une de ses rares nouvelles à coloration religieuse, sinon la seule, et aussi l'une des rares à coloration autobiographique.
L'argument de départ - les apparitions multiples de variantes d'un même nom - a pour sa part été suggéré par Robert P. Mills, le successeur de Boucher.